# Starsze Zgromadzenie Kupców w Radomiu
Starsze Zgromadzenie Kupców w Radomiu – stowarzyszenie kupieckie działające w Radomiu pod zaborem rosyjskim.
W latach 1898–1903 prezesem Zgromadzenia był radomski przemysłowiec i kupiec, właściciel garbarni, Teodor Karsch (1843–1903).